# Noël Pinot
Noël (Natalis) Pinot (ur. 19 grudnia 1747 w Angers, zm. 21 lutego 1794 tamże) – francuski kapłan katolicki, męczennik katolicki. Został publicznie ścięty gilotyną za odmowę złożenia przysięgi na konstytucję cywilną kleru.

## Życiorys
Był ostatnim z szesnaściorga dzieci tkacza. Wstąpił do seminarium duchownego w swoim rodzinnym mieście. W 1788 objął probostwo w Louroux-Béconnais niedaleko Angers.
W czasie Rewolucji Francuskiej odmówił złożenia przysięgi na konstytucję cywilną kleru i potępił swojego biskupa, który się przed nią ugiął. W odwecie został pozbawiony parafii. W 1794 roku został aresztowany podczas przygotowywania się do odprawiania tajnej mszy świętej w jednym z gospodarstw w Louroux-Béconnais. Skazano go i publicznie stracono 21 lutego. Wstępując na stopnie szafotu, zaintonował antyfonę na wejście Introibo ad altare Dei (Przystąpię do ołtarza Bożego). Męczeńską śmierć poniósł ubrany w szaty liturgiczne, w których go aresztowano.

## Proces beatyfikacyjny
Został beatyfikowany w październiku 1926 roku przez Piusa XI. W Kościele katolickim wspomina się go 21 lutego.